# 普热罗希尔市镇
普热罗希尔市镇（波蘭語：Gmina Przerośl）是波兰波德拉谢省的一个乡村型市镇，隶属于苏瓦乌基县，治所位于同名城市普热罗希尔。总面积为123.84平方千米，截至2019年6月30日总人口为2937人。